# Atletisme als Jocs Olímpics d'Estiu de 1912 - salt de llargada masculí

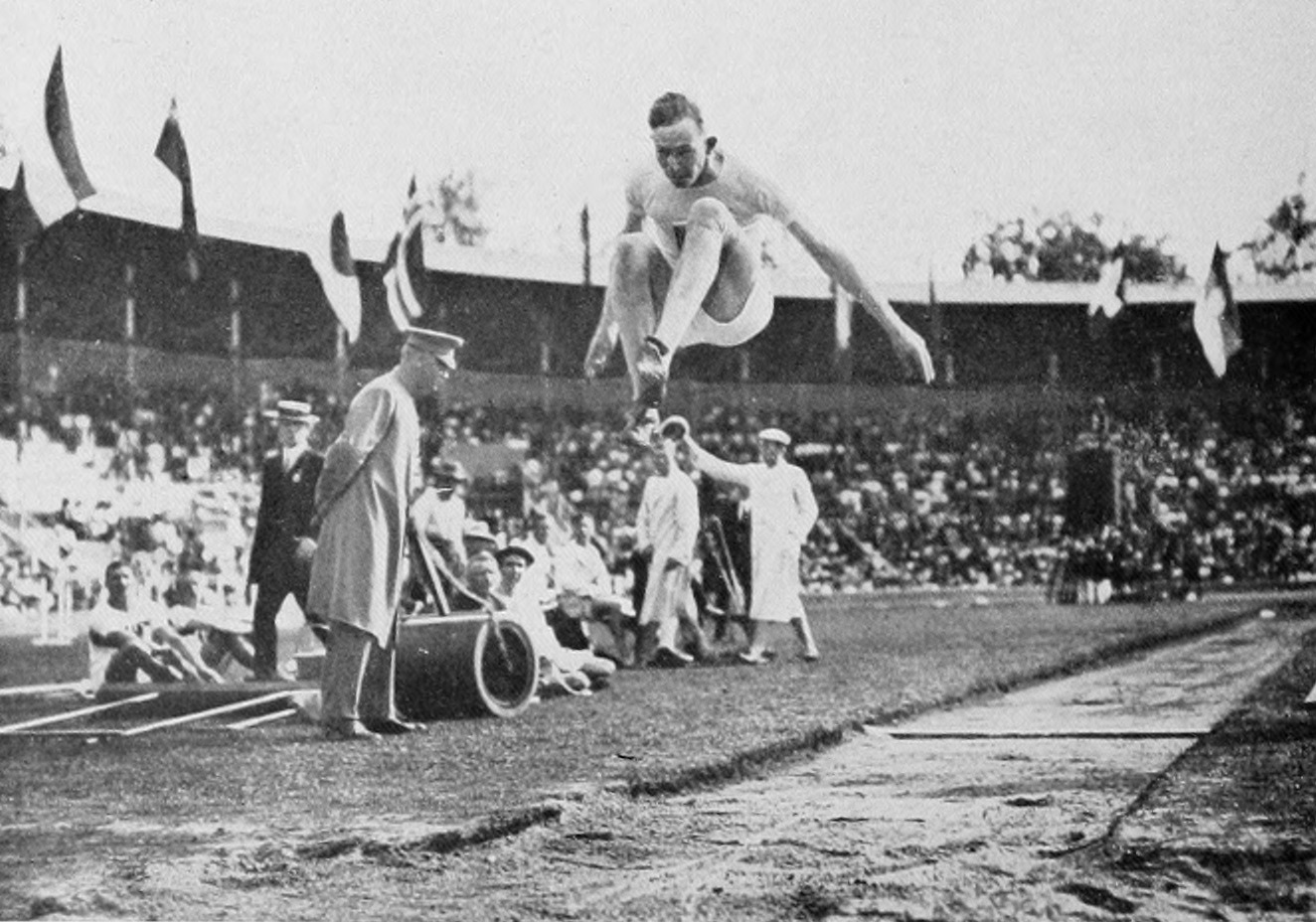
Albert Gutterson, campió olímpic.

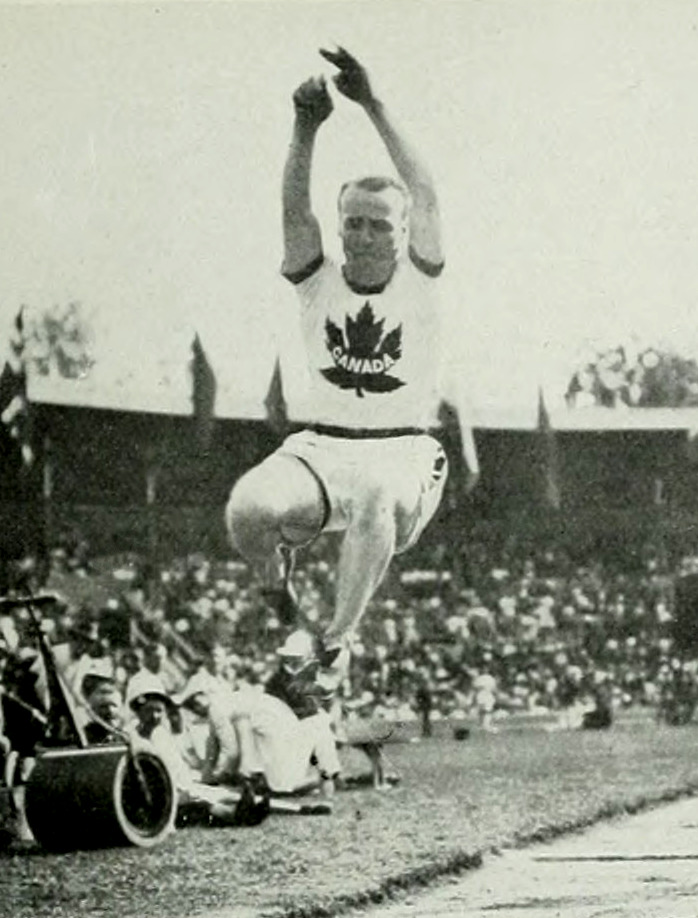
Calvin Bricker, segon classificat.

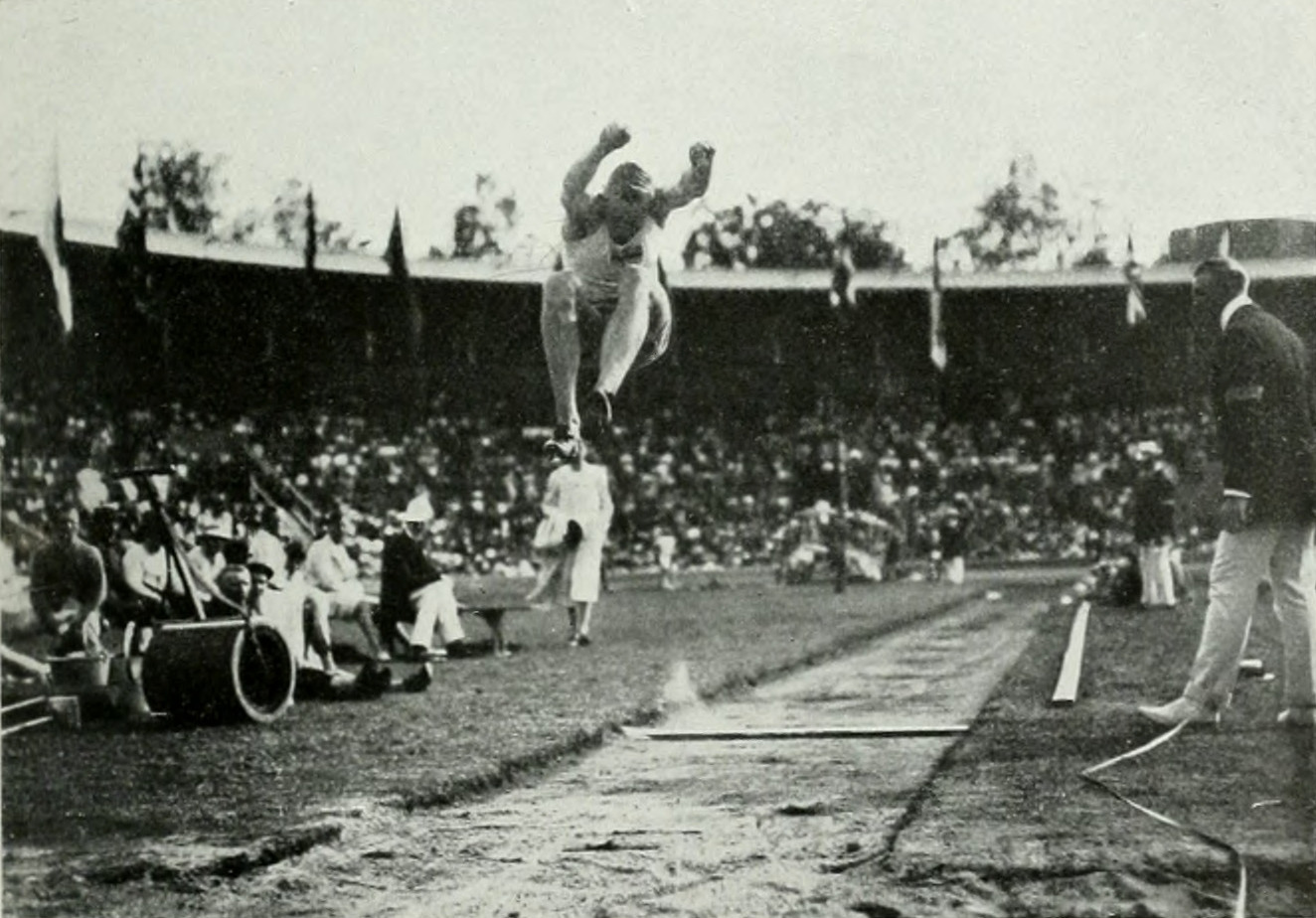
Georg Åberg, medalla de bronze.

El salt de llargada masculí va ser una de les proves del programa d'atletisme disputades durant els Jocs Olímpics d'Estocolm de 1912. Aquesta va ser la cinquena vegada que es disputava aquesta competició, sent una de les 12 que s'han disputat en totes les edicions dels Jocs. La prova es va disputar el divendres 12 de juliol i hi van prendre part 30 atletes de 13 nacions diferents.

## Medallistes
| Or                     | Plata                | Bronze            |
| Albert Gutterson (USA) | Calvin Bricker (CAN) | Georg Åberg (SWE) |

## Rècords
Aquests eren els rècords del món i olímpic que hi havia abans de la celebració dels Jocs Olímpics de 1912.
| Rècord del Món | 7m 61cm | Peter O'Connor | Dublín (GBR)  | 5 d'agost de 1901    |
| Rècord Olímpic | 7m 48cm | Frank Irons    | Londres (GBR) | 22 de juliol de 1908 |

En el primer salt Gutterson millorà en 12cm el vigent rècord olímpic en aconseguir un salt de 7m 60cm. En el segon salt igualà l'antic rècord, però no pogué millorar el seu registre.

## Resultats
Cada saltador tenia l'oportunitat de fer tres salts. Els tres millors podien realitzar tres salts més de millora. Sols Åberg millorà el seu registre, però no millorà la classificació.
| Posició | Atleta                   | Preliminar | Preliminar | Preliminar | Preliminar | Final | Final | Final | Millor salt |  |
| Posició | Atleta                   | 1          | 2          | 3          | Posició    | 4     | 5     | 6     | Millor salt |  |
| ------- | ------------------------ | ---------- | ---------- | ---------- | ---------- | ----- | ----- | ----- | ----------- |  |
|         | Albert Gutterson (USA)   | 7.60 OR    | 7.48       | 7.25       | 1r         | 7.18  | 7.09  | 7.09  | 7.60        |  |
|         | Calvin Bricker (CAN)     | 6.92       | 7.07       | 7.21       | 2n         | 7.04  | 6.85  | —     | 7.21        |  |
|         | Georg Åberg (SWE)        | 7.04       | 6.70       | 6.99       | 3r         | 6.98  | 7.18  | 6.63  | 7.18        |  |
|         |                          |            |            |            |            |       |       |       |             |  |
| 4       | Harry Worthington (USA)  | 7.03       | 6.96       | 6.65       | 4t         |       |       |       | 7.03        |  |
| 5       | Eugene Mercer (USA)      | 6.97       | 6.84       | 6.84       | 5è         | 6.97  |       |       |             |  |
| 6       | Fred Allen (USA)         | —          | 6.94       | 6.91       | 6è         | 6.94  |       |       |             |  |
| 7       | Jim Thorpe (USA)         | 6.67       | 6.89       | 6.62       | 7è         | 6.89  |       |       |             |  |
| 8       | Robert Pasemann (GER)    | 6.82       | 6.80       | 6.54       | 8è         | 6.82  |       |       |             |  |
| 9       | Frank Irons (USA)        | —          | 6.80       | 6.72       | 9è         | 6.80  |       |       |             |  |
| 10      | Henry Ashington (GBR)    | 6.61       | 6.78       | —          | 10è        | 6.78  |       |       |             |  |
| 11      | Ferdinand Bie (NOR)      | 6.75       | 6.70       | 6.36       | 11è        | 6.75  |       |       |             |  |
| 12      | Sidney Abrahams (GBR)    | 6.74       | 6.54       | 6.52       | 12è        | 6.74  |       |       |             |  |
| 13      | Edward Farrell (USA)     | 6.71       | 6.36       | 6.46       | 13è        | 6.71  |       |       |             |  |
| 13      | Nils Fixdal (NOR)        | 6.71       | —          | 6.65       | 13è        | 6.71  |       |       |             |  |
| 15      | Philip Kingsford (GBR)   | 6.52       | 6.65       | 6.33       | 15è        | 6.65  |       |       |             |  |
| 16      | André Campana (FRA)      | 6.21       | 6.64       | 6.55       | 16è        | 6.64  |       |       |             |  |
| 17      | Charles Lomberg (SWE)    | 6.44       | 6.52       | 6.62       | 17è        | 6.62  |       |       |             |  |
| 18      | Viktor Franzl (AUT)      | 6.57       | 6.53       | 6.50       | 18è        | 6.57  |       |       |             |  |
| 19      | Angelo Tonini (ITA)      | 6.25       | 6.44       | —          | 19è        | 6.44  |       |       |             |  |
| 20      | Patrik Ohlsson (SWE)     | 6.06       | 6.28       | —          | 20è        | 6.28  |       |       |             |  |
| 21      | Gustav Betzén (SWE)      | 6.24       | —          | —          | 21è        | 6.24  |       |       |             |  |
| 22      | Aleksandr Schultz (RUS)  | 5.80       | 5.97       | 6.15       | 22è        | 6.15  |       |       |             |  |
| 23      | Philipp Ehrenreich (AUT) | 5.95       | 6.10       | 6.14       | 23è        | 6.14  |       |       |             |  |
| 24      | Emil Kukko (FIN)         | 6.11       | 5.92       | 5.98       | 24th       | 6.11  |       |       |             |  |
| 25      | Pál Szalay (HUN)         | 5.98       | —          | —          | 25è        | 5.98  |       |       |             |  |
| 26      | Nándor Kovács (HUN)      | —          | —          | 5.96       | 26è        | 5.96  |       |       |             |  |
| 27      | Alfredo Pagani (ITA)     | 5.89       | 5.95       | —          | 27è        | 5.95  |       |       |             |  |
| 28      | Arthur Maranda (CAN)     | 5.87       | 5.72       | 5.86       | 28è        | 5.87  |       |       |             |  |
| 29      | Manlio Legat (ITA)       | —          | 5.50       | —          | 29è        | 5.50  |       |       |             |  |
| 30      | Paul Fournelle (LUX)     | —          | —          | —          | 30è        | Cap   |       |       |             |  |